# Perris de Fontaines
Perris de Fontaines (França, segle XIV - Girona, 1518) fou un pintor renaixentista actiu a Girona i Barcelona. En aquesta darrera ciutat hi pintà el 1511 les portes de l'orgue de Santa Caterina i el 1514 pintà una cortina per la Catedral de Barcelona. El 1517 va començar el Retaule de Sant Feliu, del qual feu la predel·la i les portes.